# Teoría de los dos demonios

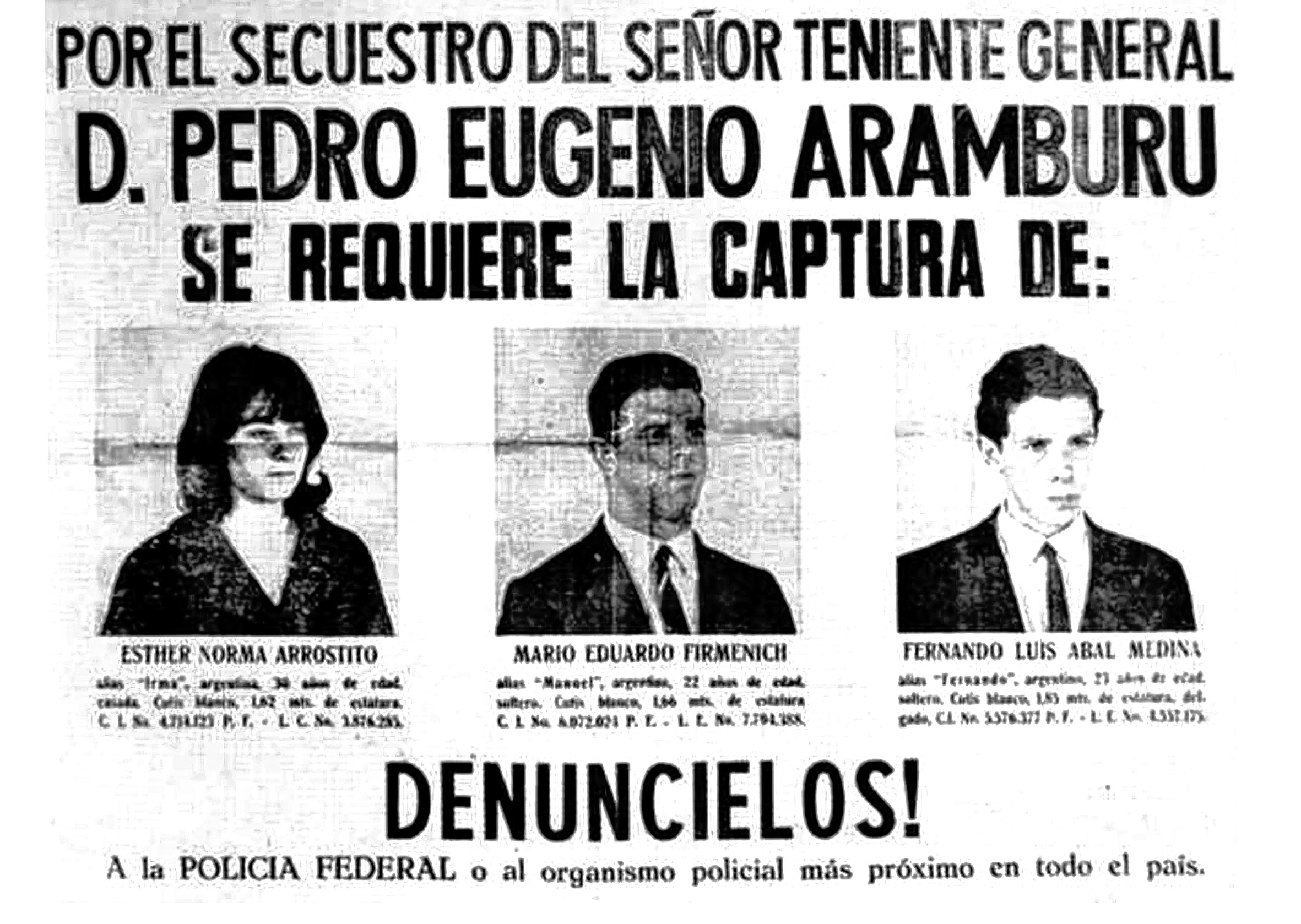
Aviso oficial de la dictadura llamando a denunciar a los dirigentes de Montoneros Norma Arrostito, Mario Firmenich y Fernando Abal Medina por el secuestro de Pedro Eugenio Aramburu.

Se le llama teoría de los dos demonios en Argentina a la concepción según la cual la gravedad de los delitos cometidos por agentes estatales como parte del terrorismo de Estado es equivalente a los actos de violencia cometidos por las organizaciones guerrilleras, especialmente aquellos cometidos en el marco de la lucha contra las dictaduras que tomaron el poder en 1966 y en 1976.

## Fundamento

### Justificación del terrorismo de Estado
La teoría de los dos demonios sostiene que el terrorismo de Estado aplicado sistemáticamente en Argentina entre 1976 y 1983, por orden a las juntas militares durante el Proceso de Reorganización Nacional, tienen la misma o equivalente gravedad que los actos de violencia, incluso terroristas, cometidos por las organizaciones guerrilleras Montoneros y ERP, en su enfrentamiento con la dictadura de ese momento y con los gobiernos constitucionales que le precedieron (la tercera presidencia de Juan Domingo Perón y, tras su muerte, la de su viuda María Estela Martínez de Perón. En este contexto, las Fuerzas Armadas se habrían visto obligadas a tomar el poder, imponiendo un gobierno de facto cuya misión sería restaurar el orden; por lo tanto, todos los crímenes de lesa humanidad cometidos por el Estado, tales como desaparición forzada, secuestros, torturas, asesinatos y apropiación de bebés, entre otros, habrían sido "excesos" cometidos en el marco de una supuesta guerra civil, por lo que no serían crímenes de lesa humanidad, ya que era una guerra. Un hecho que probaría que se vivió una guerra civil, sería, argumentan, lo dicho por el propio Firmenich en el 2004 refiriéndose al asesinato de Rucci: "Sí, desde nuestro lado [matar a Rucci] fue un error político, como toda la [supuesta] guerra civil que ha vivido la Argentina".

### Número de desaparecidos
Otra premisa de esta teoría es la de que no fueron 30 mil los desaparecidos, si no entre seis mil y nueve mil. Según los defensores de esta teoría, la cifra de 30 mil desaparecidos nace de la necesidad de los exiliados, sobre todo en Europa, para conseguir apoyo internacional y poder regresar. Se necesitaba, argumentan, una cantidad significativa de personas desaparecidas, de ahí el número 30 mil.  Muchos toman al regreso de gran parte de esos exiliados como la segunda ola Montonera, que intentó, en vano, combatir y tomar el poder. Esto se fundamenta con la Secretaría de Derechos Humanos que en 2016 confirmó una cifra de 6.368 desaparecidos a la sazón capitaneada por Claudio Avruj conforme lo acredita el organismo oficial Registro Unificado de Víctimas del Terrorismo de Estado. contando solo los desaparecidos. La CoNaDep sostuvo un número de 8960 desaparecidos, pero cuenta también a los 770 Detenidos desaparecidos con muerte no comprobada durante los gobiernos de Perón y Martínez de Perón, los 1299 Muertos identificados, los 7755 del proceso cívico-militar (1976/83) y los 1250 de los gobiernos constitucionales (1973/76). 
Quienes defienden el número de 30.000 desaparecidos suelen hacer hincapié en papeles divulgados por el Archivo de Seguridad Nacional, una organización no gubernamental de Estados Unidos, a propósito del 30ø aniversario del golpe militar. El material incluye  la afirmación de que el total de personas asesinadas y desaparecidas en Argentina alcanzaba a 22 mil en 1978, pero este dato no está basado en fuentes del gobierno argentino sino que se trataba de una estimación de un agente de la inteligencia chilena llamado Enrique Arancibia Clavel.Por el contrario, lo que suele usarse de fundamento para la afirmación de que se habría exagerado el número por los exiliados, el ex montonero Luis Labraña, quien dijo haber "inventado" el número de los 30.000 para lograr que la represión de la dictadura fuera reconocida como genocidio por los organismos internacionales.
Distintas organizaciones de derechos humanos, tales como Abuelas de Plaza de Mayo afirman que los mismos hechos ocurridos en la Argentina se dieron en simultáneo en toda América del Sur, y que supuestamente era el objetivo principal del Plan Cóndor ideado por Estados Unidos[cita requerida] en el contexto de la Guerra Fría, con la intención de exterminar a todos aquellos que estuviesen alineados con ideales comunistas o de izquierda. Otras versiones atribuyen el Plan Cóndor a un acuerdo entre los entonces presidentes de Chile y Argentina, Augusto Pinochet y Juan Domingo Perón, De acuerdo al historiador Juan Bautista Yofre, fue Perón quién, alarmado tras la creación de la Junta de Coordinación Revolucionaria, tomó la iniciativa de reunirse con Pinochet el 3 de abril de 1973 para idear un programa de corte antisubversivo. Esa habría sido la antesala del Plan Cóndor, que continuó Isabel Peron a partir de abril de 1975. Ya en la presidencia de la Argentina, Isabel Perón se reunió con el mismo dictador chileno para consolidar y mejorar una reacción antisubversiva coordinada por los gobiernos del Cono Sur. Esta reunión no fue clandestina ni secreta, sino que fue cubierta por el Jornal do Brasil: "Los dos gobiernos no ocultan su preocupación por la estrecha colaboración que existe entre militantes del Ejército Revolucionario del Pueblo (ERP) y el Movimiento de Izquierda Revolucionaria (MIR)".
 

Otro argumento utilizado para intentar refutar la teoría de los dos demonios es el de que más de la mitad de las víctimas del terrorismo de Estado no tenían ningún vínculo con ninguna organización guerrillera o terrorista, que simplemente se dedicaban a trabajos voluntarios en villas, escuelas, hospitales y otros lugares públicos, como fue el caso del sacerdote Carlos Mugica. La justicia estableció que fue asesinado por el grupo parapolicial de extrema derecha Triple A dirigido por el ministro de Bienestar Social José López Rega bajo un gobierno democráticamente elegido. Esto es algo que Mario Firmenich niega:
"Habrá algún que otro desaparecido que no tenía nada que ver, pero la inmensa mayoría eran militantes y la inmensa mayoría eran montoneros. Yo sé cómo vivieron ellos. A mí me hubiera molestado muchísimo que mi muerte fuera utilizada en el sentido de que un pobrecito dirigente fue llevado a la muerte",
Y agregó:
"La inmensa mayoría de los desaparecidos son montoneros (…) No existen los buenos y los malos, en líneas generales; nosotros no somos los buenos y los demás los malos, todos somos buenos y malos, todos somos responsables de que la Argentina esté como está, por acción u omisión"
Y en un reportaje concedido al periodista Enrique Llamas de Madariaga remató:
"todos somos demonios (…) en una guerra civil, aquel que no tiene nada que ver es porque se fue de la Nación. Los demás están todos comprometidos, unos bajo la cama y otros empuñando un arma, pero comprometidos al fin".

## Comentarios
La siguiente frase de Ernesto Sabato en el prólogo al informe Nunca Más se suele aludir como representativa de esta visión[cita requerida]:

Durante la década del 70 la Argentina fue convulsionada por un terror que provenía tanto desde la extrema derecha como de la extrema izquierda, fenómeno que ha ocurrido en muchos otros países. Así aconteció en Italia, que durante largos años debió sufrir la despiadada acción de las formaciones fascistas, de las Brigadas Rojas y de grupos similares. Pero esa nación no abandonó en ningún momento los principios del derecho para combatirlo, y lo hizo con absoluta eficacia, mediante los tribunales ordinarios, ofreciendo a los acusados todas las garantías de la defensa en juicio; y en ocasión del secuestro de Aldo Moro, cuando un miembro de los servicios de seguridad le propuso al General Della Chiesa torturar a un detenido que parecía saber mucho, le respondió con palabras memorables: «Italia puede permitirse perder a Aldo Moro. No, en cambio, implantar la tortura».

No fue de esta manera en nuestro país: a los delitos de los terroristas, las Fuerzas Armadas respondieron con un terrorismo infinitamente peor que el combatido, porque desde el 24 de marzo de 1976 contaron con el poderío y la impunidad del Estado absoluto, secuestrando, torturando y asesinando a miles de seres humanos.
Ernesto Sabato

La investigadora Elizabeth Jelin afirma respecto de la versión original del prólogo que:

Allí se habla de las dos violencias, pero no en términos de equivalencias (interpretación habitual —a mi modo de ver equivocada— que dio lugar a la «teoría de los dos demonios») sino en términos de «escalada de violencia»: hubo una violencia guerrillera que despertó una represión mucho más brutal. Y se trataba de un momento en que el clima político-cultural era de condena a la violencia.
Elizabeth Jelin

Por su parte Martín Granovsky opinó respecto de la labor de la fiscalía en el Juicio a las Juntas:

"Al revés de algunos estereotipos circulantes, poco apegados a los hechos, el trabajo de la fiscalía no abrevó en la teoría de los dos demonios sino que, en línea con la Conadep, disecó el demonio del terrorismo de Estado hasta hacerlo visible en todas sus facetas y en algunos de sus impactos sociales
Martín Granovsky

Juan Gelman plantea:

Lo que demuestra que la teoría de los dos demonios no funciona es el hecho de que haya habido 30 mil desaparecidos. Según un estudio del coronel Florencio García y del ejército había a lo sumo mil quinientos guerrilleros, sumando todos los grupos guerrilleros en el país. De manera que suponiendo que todos esos guerrilleros hubieran sido aniquilados por las fuerzas armadas, todavía cabe preguntar qué pasó con los 28 mil quinientos que no eran guerrilleros y que incluso no estaban a favor, sino en contra de la lucha armada como salida del problema del país

Como puede verse, este planteo de Gelman parte de la premisa de asumir como cierto el número de 30.000 desaparecidos. Pero además contradice las conclusiones de la Justicia que, en la Sentencia de la causa 13/84 dejó establecido que en su momento de apogeo, las organizaciones guerrilleras contaron con un número cercano a los 25.000 adherentes, de los cuales 15.000 eran combatientes.
Se atribuye que esta teoría ha sido sostenida por personalidades como Alejandro Rozitchner, Norma Morandini[cita requerida], Graciela Fernández Meijide y Héctor Leis Magdalena Ruiz Guiñazú[cita requerida], Cecilia Pando, Albano Harguindeguy,[cita requerida] entre otras.
Marcelo Zanotti, en Diario 5, establece una diferencia entre la Teoría de los dos demonios y la que él llama Cadena de Venganzas, en la que unos y otros, a cada lado de las ideologías de mayor perfil, procuraron imponer sus intereses con violencia desmedida e infantil.

### Modificación del prólogo del «Nunca más»
En la edición del año 2006 del Nunca más se agregó un nuevo prólogo que alteró la posición expresada por Sábato, lo cual originó la reacción de miembros originales de la CONADEP (Comisión Nacional sobre la Desaparición de Personas), cubierto por algunas fuentes periodísticas. Roberto Berdún, que tuvo a su cargo el archivo de la Conadep y de la Subsecretaría de Derechos Humanos bajo el gobierno de Alfonsín, recordó el trabajo contrarreloj para depurar el anexo de víctimas y destacó que el día antes de su entrega formal les pidió sin suerte a Ernesto Sabato, Fernández Meijide y Magdalena Ruiz Guiñazú que se postergara la publicación para subsanar errores. “Se publicó como estaba y hasta hoy se usa políticamente –lamentó–. Es horrible ver a Graciela decir que fue aberrante la corrección del prólogo. Era una reparación histórica necesaria que vino a saldar Duhalde. Era inadmisible un prólogo con la teoría de los dos demonios cuando las 500 páginas que siguen muestran que el terrorismo de Estado fue el único demonio. El presidente Néstor Kirchner fue el responsable de la modificación del prólogo del libro "Nunca Más:"

Eduardo Luis Duhalde dijo que es preciso dejar claramente establecido, porque lo requiere la construcción del futuro sobre bases firmes, que es inaceptable pretender justificar el terrorismo de Estado como una suerte de juego de violencias contrapuestas como si fuera posible buscar una simetría justificatoria en la acción de particulares frente al apartamiento de los fines propios de la Nación y del Estado, que son irrenunciables".

En la edición del año 2016 del Nunca más se eliminó el nuevo prólogo. 

## La teoría de los dos demonios en Uruguay
Esta "teoría" ha sido muy comentada también en Uruguay, en una versión local donde entran en juego, por un lado, la acción del aparato represivo estatal, y por el otro, la guerrilla tupamara. Uno de sus más enfáticos impulsores fue el expresidente Julio María Sanguinetti.